# Светская этика
Светская этика — раздел философии, в котором этика основана исключительно на человеческих способностях, таких как логика, сочувствие, разум или нравственное чутьё, а не на вере в сверхъестественное откровение или руководство — источник этики во многих религиях. Светская этика относится к любой этической системе, которая не опирается на сверхъестественное, и сочетает гуманизм, секуляризм и свободомыслие. Классическим примером литературы по светской этике является Тируккурал, написанный древним индийским философом Тируваллуваром.
Светские этические системы включают в себя широкий спектр идей, включая нормативность общественных договоров, некоторую форму приписывания внутренней моральной ценности, основанную на интуиции деонтологию, культурный моральный релятивизм и идею о том, что научные рассуждения могут раскрыть объективную моральную истину (известную как наука о морали).
Светские этические системы не всегда исключают теологические ценности. Например, золотое правило (см. Мф. 7:12) или приверженность ненасилию могут быть поддержаны как религиозными, так и светскими системами. Светские этические системы могут варьироваться в зависимости от общественных и культурных норм конкретного периода времени, а также могут использоваться людьми любых религиозных убеждений, в том числе атеистами.

## Принципы светской этики
Несмотря на широту и разнообразие своих философских взглядов, светская этика, как правило, придерживается одного или нескольких принципов:
- Люди благодаря своей способности к сопереживанию способны определять этические нормы
- Благополучие других людей занимает центральное место в принятии этических решений
- Люди с помощью логики и рассуждений способны выводить нормативные принципы поведения
- Это может привести к поведению, более предпочтительному, чем то, которое пропагандируется или одобряется на основе религиозных текстов. В качестве альтернативы это может привести к пропаганде системы моральных принципов, с которой может согласиться широкая группа людей, как религиозных, так и нерелигиозных
- Люди несут моральную ответственность за то, чтобы общество и отдельные люди действовали в соответствии с этими этическими принципами
- Обществам следует по возможности перейти от менее этичной и справедливой формы к более этичной и справедливой

Многие из этих принципов применяются в науке о морали, которая использует научный метод для поиска ответов на моральные вопросы. Различные мыслители рассматривали мораль как вопросы эмпирической истины, которые необходимо изучать в научном контексте. Наука связана с этическим натурализмом, разновидностью этического реализма.